# Ateuchosaurus chinensis
Espèce
Synonymes
- Lygosaurus sowerbyi Stejneger, 1924
- Lygosaurus salsburyi Schmidt, 1925
- Mabuia albomaculata Vogt, 1927

Ateuchosaurus chinensis est une espèce de sauriens de la famille des Scincidae.

## Répartition
Cette espèce se rencontre :
- en République populaire de Chine, de la province du Guizhou à celle à l'Est du Fujian et vers le Sud à celles du Guangdong et du Hainan
- au Viêt Nam dans la province de Lạng Sơn.

## Étymologie
Son nom d'espèce, composé de chin[e] et du suffixe latin -ensis, « qui vit dans, qui habite », lui a été donné en référence au lieu de sa découverte.

## Publication originale
- Gray, 1845 : Catalogue of the specimens of lizards in the collection of the British Museum, p. 1-289 (texte intégral).